# Liste ehemaliger Bauwerke im Moskauer Kreml
Diese Liste ehemaliger Bauwerke im Moskauer Kreml enthält eine Auswahl an einzelstehenden Gebäuden oder zusammenhängenden Gebäudekomplexen, die in Moskau auf dem Territorium des Kremls standen und entweder von Menschenhand oder durch höhere Gewalt zerstört und nicht in ursprünglicher Form wiederaufgebaut wurden. Die Liste ist ohne Anspruch auf Vollständigkeit und beinhaltet nur die bekanntesten Bauwerke, deren Entstehungs- und/oder Nutzungsgeschichte in die Gegenwart überliefert wurde. Dies gilt vor allem für Sakralbauten und repräsentative Profanbauten, die noch im 18. Jahrhundert oder später existierten. Ein Großteil von ihnen wurde erst im 20. Jahrhundert auf Geheiß der Bolschewiki abgerissen und teilweise durch neue, bis heute stehende Gebäude ersetzt.

## Klöster

### Tschudow-Kloster
Das Tschudow-Kloster (russisch Чудов монастырь) galt vor seiner Zerstörung 1929/30 als eines der ältesten russisch-orthodoxen Männerklöster in Moskau und beherbergte allein vier Kirchengebäude. Es wurde 1365 von Metropolit Alexius gestiftet und dem am 6. September begangenen Fest des Wunders des Erzengels Michael (Wunder = auf Russisch tschudo, daher später Tschudow-Kloster) gewidmet. An seiner Stelle steht heute das in den 1930er-Jahren errichtete Verwaltungsgebäude des Moskauer Kremls.
| Bild | Bauwerk                                                      | Entstehung   | Zerstörung bzw. Abriss | Kurzbeschreibung |
| ---- | ------------------------------------------------------------ | ------------ | ---------------------- | --- |
|      | Alexiuskirche Церковь св. Алексия                            | 1483–1485    | 1929                   | Sie wurde Metropolit Alexius, dem kanonisierten Gründer des Klosters, geweiht, und beherbergte bis zuletzt auch einen Reliquienschrein mit dessen sterblichen Überresten. 1839 wurde für die Kirche eine sehr schmucke Ikonostase gefertigt, die zusätzlich mit Basreliefs des bekannten Bildhauers Fjodor P. Tolstoi geschmückt wurde. Ungewöhnlicherweise hatten nur männliche Gläubige Zutritt in die Alexiuskirche; damit auch Frauen den Heiligenschrein des Alexius sehen konnten, wurde er in der offenen Galerie platziert, die die Alexiuskirche mit der Verkündigungskirche verband.                            |
|      | Apostel-Andreas-Kirche Церковь Апостола Андрея Первозванного | 1682         | 1929                   | Diese Kirche stand westlich der Alexius- und der Verkündigungskirche und war dem Apostel Andreas geweiht. In sie hatten nur Mönche des Tschudow-Klosters Zutritt. |
|      | Kleiner Nikolaus-Palast Малый Николаевский дворец            | 1775/76      | 1929                   | Ursprünglich als Sitz des Erzbischofs Platon errichtet, gehörte der Palast Anfang des 19. Jahrhunderts dem Zarenhof. 1818 kam hier der spätere Zar Alexander II. zur Welt. Der Architekt des Palastes war Matwei Kasakow, der im Kreml auch den bis heute bestehenden Senatspalast erbaute. |
|      | Michaelskathedrale Михайловский собор                        | 1504         | 1929                   | Das wichtigste Gotteshaus des Tschudow-Klosters entstand an der Stelle mehrerer Vorgängerbauten, die ebenfalls dem Wunder des Erzengels Michael geweiht waren. Der erste von ihnen wurde 1365, wenige Jahre nach der Klostergründung, errichtet. Mit der Michaelskathedrale ist auch eine Reihe historischer Ereignisse verbunden: so wurden dort mehrere spätere Zaren nach Geburt getauft, auch war laut Überlieferungen Patriarch Hermogenus in den Kellern der Kathedrale inhaftiert. Das Gotteshaus wies eine annähernd quadratische Form auf und war oben von einer einzigen Trommel mit Zwiebelturm abgeschlossen. |
|      | Verkündigungskirche Церковь Благовещения                     | 1680er-Jahre | 1929                   | Die Verkündigungskirche wurde bei einer Restaurierung der Alexiuskirche von der Nordseite an sie angebaut, so dass die beiden Kirchen seitdem eine offene Galerie verband. 1905 wurde im Sockel der Kirche der von Revolutionären ermordete Großfürst Sergei Alexandrowitsch Romanow begraben. Nach dem Abriss des Klosters war seine Gruft lange Zeit verschollen und wurde gegen Ende der 1980er-Jahre, bei Erneuerung der Fahrbahn vor dem an der Stelle des Klosters errichteten Verwaltungsgebäude, entdeckt. Später übertrug man seine sterblichen Überreste in das Neue Erlöserkloster in Moskau.                  |

### Himmelfahrtskloster
Im Gegensatz zum Tschudow-Kloster handelte es sich beim Himmelfahrtskloster (Вознесенский монастырь) um ein Frauenkloster. Es wich ebenfalls im Winter 1929/30 dem heutigen Verwaltungsgebäude. Gegründet wurde es um 1386, möglicherweise von Eudoxia, der Witwe des Großfürsten Dmitri Donskoi.
| Bild | Bauwerk                                         | Entstehung   | Zerstörung bzw. Abriss | Kurzbeschreibung |
| ---- | ----------------------------------------------- | ------------ | ---------------------- | --- |
|      | Georgskirche Георгиевская церковь               | ???          | Anfang 19. Jh.         | Die Kirche stand an der Stelle der Katharinenkirche und wurde vor deren Grundsteinlegung abgetragen. |
|      | Himmelfahrtskathedrale Вознесенский собор       | 1587/88      | 1929                   | Die Himmelfahrtskathedrale galt als die Hauptkirche des Frauenklosters und entstand erstmals bei dessen Gründung, etwa im Jahr 1408. 1521 wurde die Kirche neu erbaut, möglicherweise durch den Italiener Aloisio Lamberti da Montagnana, den Architekten der Erzengel-Michael-Kathedrale; sie wurde 1588 umfassend umgebaut und aufgestockt. Die Ikonostase der abgerissenen Kathedrale kann man heute in der Zwölf-Apostel-Kirche des Kremls sehen. Im Keller der Himmelfahrtskathedrale befand sich die Sakristei des Klosters. |
|      | Katharinenkirche Екатерининская церковь         | 1809–1817    | 1929                   | Die Kirche wurde stilistisch stark an die Gotik angelehnt und sah daher für russisch-orthodoxe Sakralbauten sehr untypisch aus. Der Entwurf stammte vom bekannten italienischstämmigen Architekten Carlo Rossi, der später u. a. in Twer und Sankt Petersburg tätig war. |
|      | Michael-Maleïnos-Kirche Церковь Михаила Малеина | 1610er-Jahre | 1929                   | Die an die Himmelfahrtskathedrale angebaute kleine Kirche wurde von der Mutter des Zaren Michael I. gestiftet. Sie ließ die Kirche dem byzantinischen Heiligen Michael Maleïnos weihen, der als Schutzpatron ihres Sohnes galt. |

## Einzelstehende Bauwerke außerhalb der Klöster
| Bild | Bauwerk                                                                                    | Entstehung  | Zerstörung bzw. Abriss | Kurzbeschreibung |
| ---- | ------------------------------------------------------------------------------------------ | ----------- | ---------------------- | --- |
|      | Boris-Godunow-Palast Запасной дворец Бориса Годунова                                       | 1601–1603   | 1770er-Jahre           | Als eines der wenigen Kreml-Bauwerke, die Zar Boris Godunow in seiner kurzen Herrschaftszeit hatte errichten lassen, entstand dieser dreistöckige Palast an Stelle eines hölzernen Wohngebäudes. Mitte des 17. Jahrhunderts wurde auf seinem Dach ein dekorativer Garten angelegt; dort gab es auch mehrere Teiche und Springbrunnen, die aus der ersten Kreml-Wasserleitung gespeist wurden. Der Palast wurde in den 1770er-Jahren abgetragen, um Platz für den geplanten und später wieder verworfenen Zarenpalast zu schaffen, und später nicht wiederaufgebaut. |
|      | Denkmal für Alexander II. Памятник Александру II                                           | 1898        | 1918                   | Das Denkmal stand im südlichen Teil des Kremls, nahe dem Abhang des Festungshügels zum Ufer der Moskwa. Es wurde zum Gedenken an den von Terroristen ermordeten Zaren Alexander II. errichtet und bald nach dem Einzug der sowjetrussischen Regierung in den Kreml als unerwünschtes Symbol des Zarenreiches abgetragen. |
|      | Erlöser-Kirche im Walde Церковь Спаса на Бору                                              | 1330        | 1933                   | Erbaut noch unter Großfürst Iwan Kalita, galt diese Kirche bis zu ihrer Zerstörung als ältestes vollständig erhaltenes Kremlgebäude. Ursprünglich war sie das zentrale Gotteshaus des im Kreml ansässigen Erlöserklosters, das Anfang des 16. Jahrhunderts, im Zuge des umfassenden Umbaus des Kremls, moskwaabwärts verlegt wurde (heute als Neues Erlöserkloster (Новоспасский монастырь) bekannt). Die steinerne Kirche blieb jedoch bestehen, musste im Laufe der Zeit mehrmals umgebaut oder wiedererrichtet werden, und wurde schließlich auf Anordnung der Sowjetmacht abgerissen: Da die Kirche seit dem Bau des großen Zarenpalastes von diesem umschlossen war, stand sie der in den 1930er-Jahren vorgenommenen Erweiterung und Zusammenlegung zweier Paradesäle zu einem Sitzungssaal im Wege. |
|      | Kirche der Geburt Johannes des Täufers Церковь Рождества Иоанна Предтечи                   | 1509        | 1847                   | Eine Holzkirche, die einst an der Stelle der 1509 geweihten Kirche entstand, soll laut einer Urkunde das älteste Kirchengebäude überhaupt auf dem Gebiet des heutigen Moskau gewesen sein. Abgerissen wurde die Kirche beim Bau des Zarenpalastes im Großen Kremlpalast; ihr Altar wurde in den nahen Borowizki-Turm übertragen, wo er noch bis Anfang des 20. Jahrhunderts bestand. |
|      | Kirche der Hl. Athanasius und Kyrill Церковь Св. Афанасия и Кирилла                        | 14. Jh.     | 1776                   | Erstmals Ende des 14. Jahrhunderts erwähnt, gehörte die Kirche lange Zeit zu den Besitztümern des Kirillo-Beloserski-Klosters, ebenso wie mehrere benachbarte Wohn- und Wirtschaftsbauten. |
|      | Kirche der Hl. Konstantin und Helena Церковь Св. Константина и Елены                       | 1692        | 1928                   | Erste Erwähnung einer Holzkirche dieses Namens stammt aus dem Jahr 1470. Sie stand an der östlichen Kremlmauer, in unmittelbarer Nähe eines Durchgangsturms, der nach dieser Kirche bis heute Konstantin-Helenen-Turm heißt. |
|      | Kirche der Hl. Kosma und Damian Церковь Св. Косьмы и Дамиана                               | 15. Jh. (?) | Ende 18. Jh.           | Die Kirche wurde erstmals 1475 schriftlich erwähnt. Neben mehreren Profanbauten – darunter einem Pferdestall des Tschudow-Klosters – wurde sie für den Bau des Senatspalastes (1776–1787) abgetragen. |
|      | Lenin-Denkmal Памятник Ленину                                                              | 1967        | 1995                   | Die Statue des Revolutionsführers und ersten sowjetischen Staatschefs Lenin im Kremlgarten, nahe dem Verwaltungsgebäude des Moskauer Kremls und an der Stelle des 1918 abgetragenen Alexander-II.-Denkmals, wurde am 2. November 1967 anlässlich des 50. Jahrestages der Oktoberrevolution feierlich enthüllt. 1995 wurde sie aus dem Kreml entfernt und in das Lenin-Museum in dessen ehemaliger Vorstadtresidenz Gorki Leninskije übertragen. |
|      | Mariä-Verkündigungs-Kirche Церковь Благовещения на Житном дворе                            | 1731        | 1933                   | Die Kirche stand in der Nähe des Mariä-Verkündigungs-Turms an der südlichen Kremlmauer und gab diesem Turm auch seinen bis heute bestehenden Namen. Zuvor hing an der zum Kreml hin gewandten Turmfassade eine Ikone mit dem Motiv der Gottesmutter-Verkündigung, die laut Legenden „von selbst“ entstand und der eine Wunderwirkung zugesprochen wurde. Die Kirche wurde direkt an den Turm angebaut, so dass die Fassade mit der Ikone sich nunmehr in deren Innenraum befand. |
|      | Kirche des Hl. Nikolaus von Gostun Церковь Николая Чудотворца Гостунского                  | 1506        | 1817                   | Diese Kirche war der vermeintlich Wunder bringenden Nikolaus-Ikone aus der Ortschaft Gostun (nahe der Stadt Beljow) geweiht. 1817 ließ sie der Moskauer Generalgouverneur anlässlich der Visite des preußischen Königs Friedrich Wilhelm III. über Nacht abtragen, um an ihrer Stelle – nahe dem Erlösertor – einen Aufmarschplatz frei zu machen. Der Altar der Kirche wurde in den Seitenanbau des Glockenturms Iwan des Großen übertragen. |
|      | Pferdehof des Kremls Конюшенный приказ                                                     | 1673        | 1840                   | Der Gebäudekomplex der zum Zarenhof gehörenden Pferdeställe beinhaltete auch einen repräsentativen Verwaltungsbau mit einer dekorativen Zeltspitze über dem Einfahrtsportal in den Innenhof. Das Gebäude stand an der Stelle des heutigen Rüstkammergebäudes und wurde vor dessen Bau abgerissen. |
|      | Prikas-Gebäude Здания приказов                                                             | 1675        | 1770er-Jahre           | Die in einer 124 Meter langen Reihe errichteten Bauten der Prikas-Behörden standen entlang dem südlichen Abhang des Kremlhügels und wurden für den später verworfenen Bau des großen Zarenpalastes abgerissen. Für den gleichen Zweck wurden gleichzeitig auch große Teile der südlichen Kremlmauer abgetragen, jedoch einige Jahre später wiederhergestellt. |
|      | Altes Gebäude der Rüstkammer Старое здание Оружейной палаты                                | 1806–1812   | 1950er-Jahre           | Das klassizistische Gebäude war ursprünglich zur Exposition der Schätze der Rüstkammer des Moskauer Kremls gedacht. Es erwies sich jedoch später als zu klein dafür und wurde in dieser Funktion vom 1844 bis 1851 errichteten, heutigen Rüstkammergebäude abgelöst. Ein Jahrhundert lang wurde es noch vom Militär genutzt, bis es dem 1961 an seiner Stelle erbauten Staatlichen Kremlpalast wich. |
|      | Schatzkammer Казённая палата                                                               | um 1484     | 1770er-Jahre           | Das Gebäude grenzte östlich an die Mariä-Verkündigungs-Kirche an und war zur Aufbewahrung von Geld und Schätzen aus dem Fiskus des Großfürsten bestimmt (zuvor wurde für diesen Zweck das hohe Sockelgeschoss der Mariä-Verkündigungs-Kathedrale genutzt). Der Architekt war Marco Ruffo, einer der italienischen Baumeister, die an der Errichtung des heutigen Kreml-Ensembles maßgeblich beteiligt waren. Zusammen mit mehreren anderen Bauwerken wich die Kammer dem nie verwirklichten Bau des Zarenpalastes in den 1770er-Jahren. |
|      | Denkmal für Großfürst Sergei Alexandrowitsch Памятник великому князю Сергею Александровичу | 1908        | 1918                   | Das in Form eines großen, unter Beteiligung des Künstlers Wiktor Wasnezow bemalten Kreuzes ausgeführte Denkmal wurde am Ort des 1905 durch Iwan Kaljajew verübten Attentats auf den Großfürsten Sergei Alexandrowitsch Romanow, der dabei ums Leben kam, aufgestellt. Im Frühjahr 1918 wurde das Denkmal als eines der ersten Symbole des Zarenreichs von den Bolschewiki beseitigt; beim Abtragen soll, laut Aufzeichnungen des damaligen Kreml-Kommandanten, Staatschef Lenin selbst aktiv mitgeholfen haben. |
|      | Sergius-Kirche Сергиевская церковь                                                         | 1557        | Anfang 19. Jh.         | Die Kirche stand am Dreifaltigkeitstor und gehörte zum Metochi des Dreifaltigkeitsklosters von Sergijew Possad. Sie war u. a. durch ihr charakteristisches Zeltdach bekannt. |
|      | Tarakanow-Palast Палаты Тараканова                                                         | 1471        | 17. Jh.                | Der Palast gehörte dem Kaufmann Tarakanow und stellte vermutlich das erste private backsteinerne Kremlgebäude dar. Er stand nahe dem Erlöserturm und wurde möglicherweise bei dessen Umbau in den Jahren 1624/25 abgerissen. |
|      | Winterpalast Зимний дворец                                                                 | 1749–1753   | 1830er-Jahre           | Als Zarenresidenz war dieser von Bartolomeo Francesco Rastrelli (der später auch den gleichnamigen Winterpalast in Sankt Petersburg erschuf) im Barockstil entworfene Bau der unmittelbare Vorgänger der 1838–1849 erbauten Residenz im Komplex des Großen Kremlpalastes. Noch weit vor dem 18. Jahrhundert ließen sich Zaren und Großfürsten an der gleichen Stelle Paläste bauen, da dieser von außen besonders gut sichtbare Teil des Kremls, an der südlichen Spitze des Festungshügels gelegen, insbesondere für repräsentative Bauten geeignet war. |